# Могила К. И. Бистрома
Могила К. И. Бистрома — скульптурный монумент «Бронзовый лев» на могиле русского военачальника, генерала от инфантерии Карла Бистрома. Расположен в Кингисеппе в парке (бывшей усадьбе Бистрома) Романовка. Памятник был создан в 1841 году по проекту скульптора Петра Клодта. Является объектом культурного наследия федерального значения.

## История
Карл Иванович Бистром умер 16 (28) июня 1838 года, находясь на лечении в Киссингене. Согласно завещанию, он был похоронен в своём имении Романовка в Ямбурге. Рядом с могилой была построена часовня, которая ныне не сохранилась, а также возведён дом для солдат-инвалидов. На самой могиле Карлу Бистрому в 1841 году был установлен впечатляющий по размерам памятник, автором которого стал знаменитый Пётр Клодт, создатель конных групп на Аничковом мосту в Санкт-Петербурге.
Предложил возвести памятник великий князь Михаил Павлович. Строительство осуществлялось на пожертвования офицеров и солдат Отдельного Гвардейского корпуса.

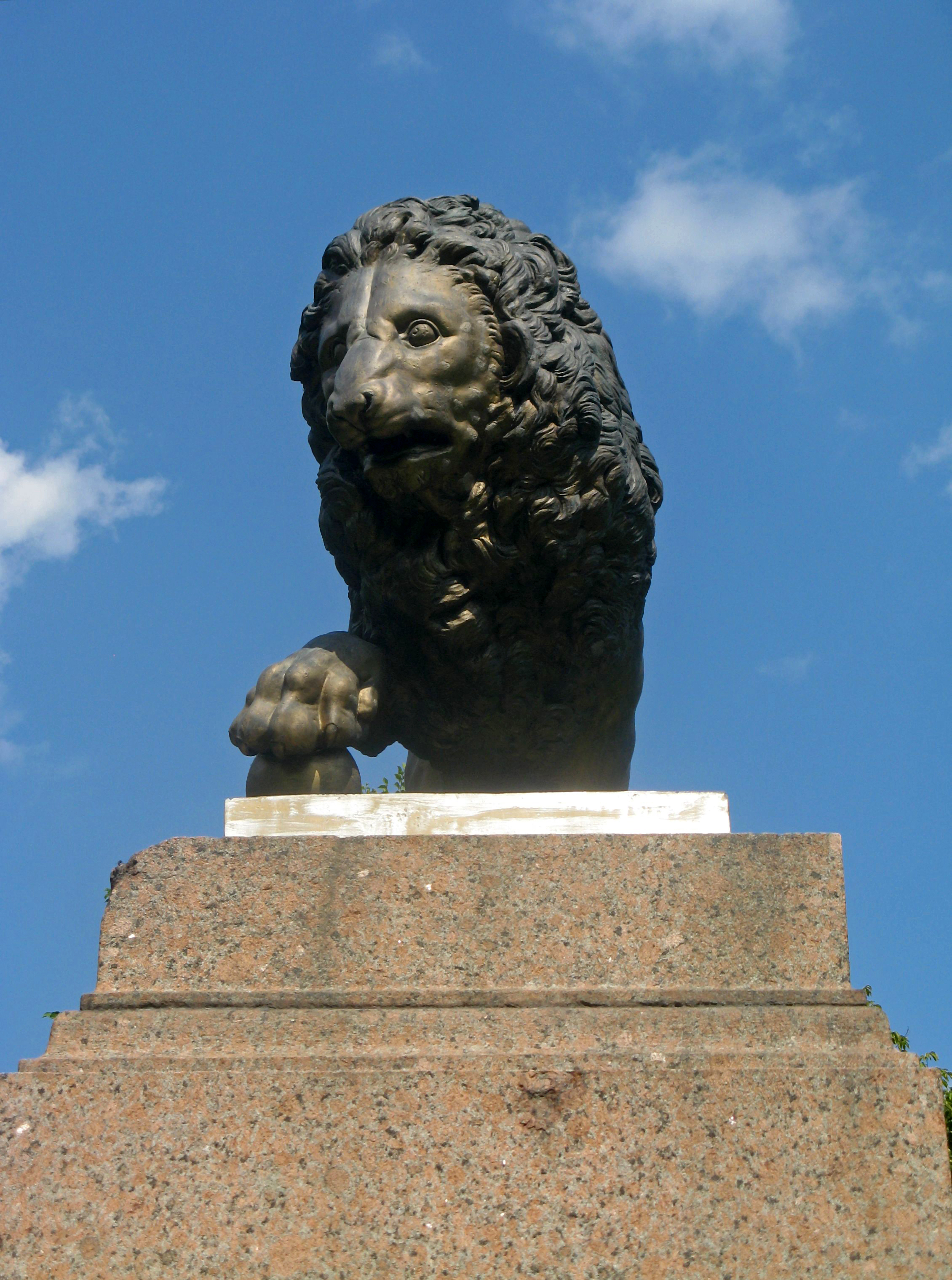
Бронзовый лев

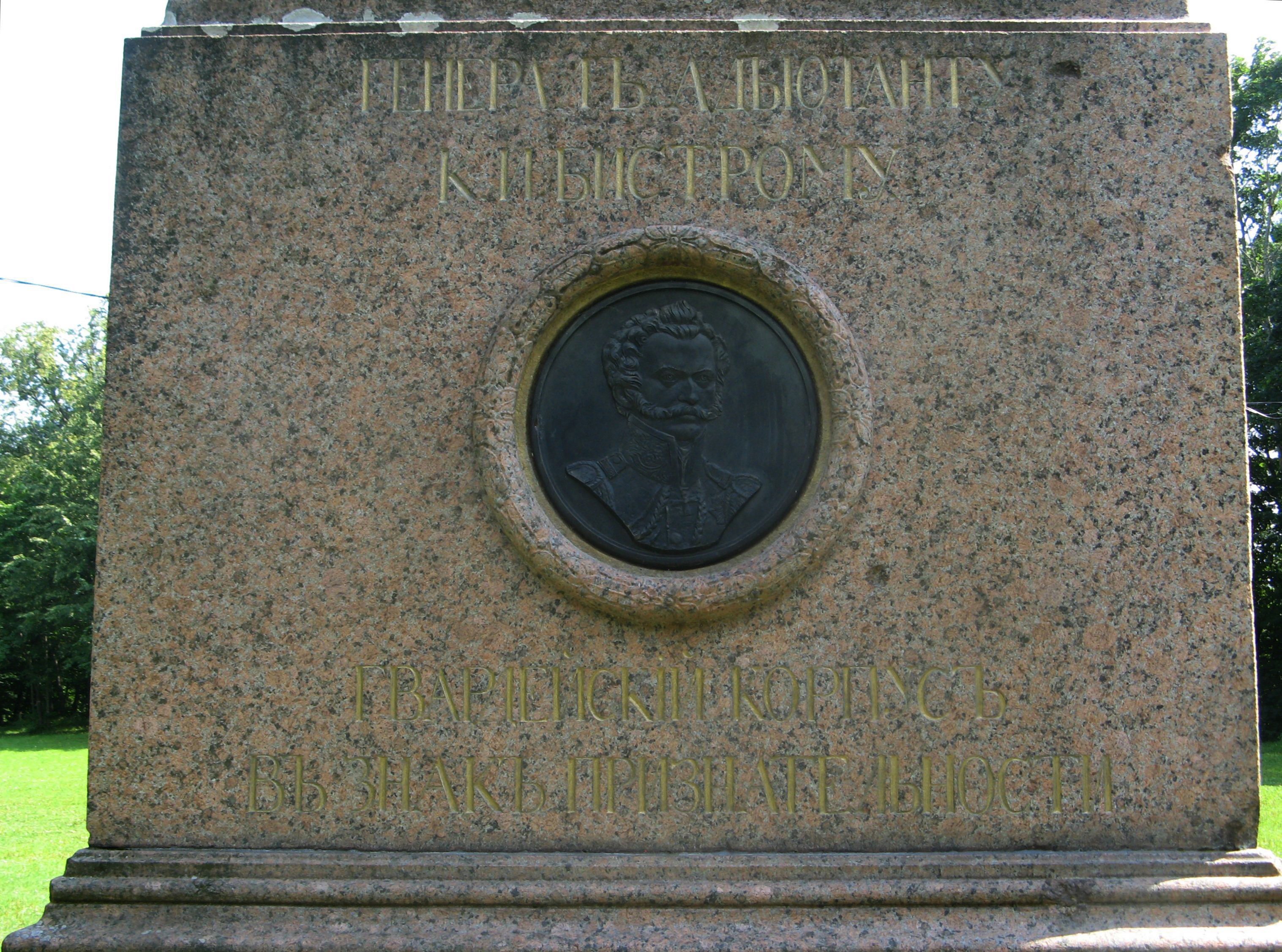
Надпись памятника

## Описание
Памятник представляет собой гранитный постамент, на котором располагается бронзовая фигура льва, опирающегося лапой на ядро. В углублении лицевой части постамента находится бронзовый бюст генерала Бистрома.
На постамент помещено несколько надписей. Основная сообщает: «Генерал Адъютанту К. И. Бистрому Гвардейскiй корпусъ въ знакъ признательности». По бокам надписи информируют о самых значимых для генерала битвах — Варна, Остроленка, Бородино.

## Современность
В XX столетии памятник на могиле К. И. Бистрома дважды подвергался разрушению. В первый раз это случилось в 1918 году, в период революционных волнений, когда бронзовый лев был сброшен с пьедестала и направлен на переплавку, однако избежал уничтожения. Второй акт вандализма произошёл во время Великой Отечественной войны. В 1943 году оккупанты отправили бронзового льва в Ригу, но и тогда он был спасён и впоследствии возвращён на своё место после реставрационных работ в 1954 году.
В июле 2010 года была проведена реставрация памятника на могиле Карла Бистрома.